# Tiemenguan
Tiemenguan (铁门关市S, TiěménguānP) è una città-contea della Cina, situata nella regione autonoma di Xinjiang.